# SV Dakota
SV Dakota (vollständiger Name: Sport Vereniging Dakota) ist ein Fußballverein aus Dakota, Oranjestad auf der Insel Aruba. Der Verein ist mit 16 Meistertiteln, zuletzt in der Saison 2017/18,  mit dem SV Racing Club Aruba zusammen nach Anzahl der Titelgewinne erfolgreichster Club der Insel. In der Saison 2018/19 nimmt die SV Dakota an der Division di Honor, der höchsten Spielklasse des Fußballverbands von Aruba teil.

## Erfolge
- Division di Honor[1]

Meister (16×): 1961, 1962/63, 1963/64, 1965/66, 1966/67, 1969, 1970, 1971/72, 1974, 1976, 1980, 1981, 1982, 1983, 1995, 2017/18